# Història evolutiva de la vida
La història evolutiva de la vida abasta tota l'evolució dels organismes vivents i extints des de l'aparició de les primeres formes de vida fins a l'actualitat.
La Terra es formà fa uns 4.600 milions d'anys i és possible que es refredés prou ràpid perquè hi hagués oceans i una atmosfera fa 4.440 milions d'anys. Tanmateix, a la Lluna hi ha proves d'un gran bombardeig tardà entre fa 4.000 i 3.800 milions d'anys. Si aquest bombardeig també afectà la Terra, podria haver eliminat la seva primera atmosfera i els oceans. La prova indiscutible més antiga coneguda de vida a la Terra data de fa 3.000 milions d'anys, tot i que hi ha hagut informes, sovint discutits, de proves de la vida de fa 3.800-3.400 milions d'anys. Tots els organismes moderns utilitzen el mateix conjunt ampli de reaccions químiques complexes, cosa que indica que comparteixen un avantpassat comú. Tanmateix, fins i tot els organismes moderns més senzills són massa complexes com per haver emergit directament de materials no vivents. Alguns científics han suggerit que la vida de la Terra fou sembrada des de l'espai, però gran part de la recerca es concentra en diverses explicacions de com la vida podria haver aparegut independentment a la Terra.
Durant uns 2.000 milions d'anys, els tapissos microbians de múltiples capes foren les formes de vida dominants a la terra. L'evolució de la fotosíntesi oxigènica causà l'oxigenació de l'atmosfera a partir de fa 2.400 milions d'anys, i incrementà l'eficiència dels tapissos com a impulsores de l'evolució. Tot i que hi les cèl·lules eucariotes podrien haver estat presents amb anterioritat, la seva evolució s'accelerà quan adquiriren la capacitat d'utilitzar l'oxigen com a potent «combustible» per al seu metabolisme. Això podria haver començat quan capturaren bacteris alimentats per oxigen com a simbionts interns. La prova més antiga d'eucariotes més complexos, amb orgànuls, data de fa 1.850 milions d'anys. La vida multicel·lular es compon només de cèl·lules eucariotes, i la primera prova d'ella data de fa 1.700 milions d'anys, tot i que l'especialització de diferents cèl·lules per diferents funcions aparegué per primer cop entre fa 1.430 milions d'anys (un possible fong) i fa 1.200 milions d'anys (una probable alga vermella). La reproducció sexual podria ser una condició per l'especialització de les cèl·lules.
La concentració atmosfèrica d'oxigen a la Terra assolí un 1% fa aproximadament 1.000 milions d'anys. Tanmateix, encara passarien centenars de milions d'anys abans que la formació de la capa d'ozó permetés la colonització dels medis terrestres pels éssers vius. No fou fins a l'albada del Carbonífer, fa uns 350 milions d'anys, que el nivell d'oxigen arribà al 21% que encara es manté avui en dia.
Els animals confirmats més antics són cnidaris de fa uns 580 milions d'anys, però tenen un aspecte tan modern que els primers animals haurien d'haver aparegut abans. Els primers animals bilaterals d'aspecte modern aparegueren a principis del Cambrià, juntament amb diverses «estranyes meravelles» que s'assemblen ben poc als animals moderns. Hi ha un debat des de fa molt de temps sobre si aquesta explosió cambriana fou realment un període d'experimentació evolutiva vertiginosa; alguns punts de vista alternatius són que els animals d'aspecte modern començaren a evolucionar abans però que els fòssils dels seus precursors encara no han estat descoberts, o que les «estranyes meravelles» són parents evolutius dels grups moderns. Els vertebrats romangueren un grup obscur fins que aparegueren els primers peixos mandibulats a l'Ordovicià superior.
La colonització de la terra exigí que els organismes resolguessin diversos problemes, com ara evitar assecar-se o fer un suport contra la gravetat. La prova més antiga de plantes i invertebrats terrestres data de fa uns 476 i 490 milions d'anys, respectivament. El llinatge que produïria els vertebrats terrestres evolucionà a tota velocitat entre fa 370 milions d'anys i 360 milions d'anys (Devonià superior) i adquiriren potes quan encara eren completament aquàtics. Aproximadament al mateix període, les plantes terrestres tingueren tant d'èxit que causaren una crisi ecològica.
Durant el Permià, els sinàpsids, incloent-hi els avantpassats dels mamífers, dominaren els medis terrestres, però l'extinció permiana (fa 251 milions d'anys) estigué a punt d'exterminar la vida complexa. Durant la lenta recuperació d'aquesta catàstrofe, un grup anteriorment obscur, els arcosaures, esdevingueren els vertebrats terrestres més abundants i diversos. Un grup d'arcosaures, els dinosaures, foren els vertebrats terrestres dominants durant els períodes Juràssic i Cretaci, i els ocells evolucionaren d'un grup de dinosaures. En aquest temps, els avantpassats dels mamífers només pogueren sobreviure com a insectívors petits i principalment nocturns, però aquest desavantatge aparent podria haver accelerat el desenvolupament dels trets mamiferoides. Després que l'extinció K-Pg (fa 65 milions d'anys) exterminés tots els dinosaures no aviaris, els mamífers augmentaren ràpidament de mida i de diversitat, i alguns colonitzaren l'aire i el mar.
Les proves fòssils indiquen que les plantes amb flors aparegueren i es diversificaren ràpidament al Cretaci inferior entre fa 130 i 90 milions d'anys, probablement amb l'ajuda de la coevolució amb insectes pol·linitzadors. Les plantes amb flor i el fitoplàncton marí encara continuen sent els principals productors de matèria orgànica. Els insectes socials aparegueren aproximadament al mateix temps que les plantes amb flor. Tot i que només cobreixen una petita part de l'«arbre genealògic» dels insectes, actualment formen més de la meitat d'insectes.
Els humans evolucionaren d'un llinatge de simis que es movien a dues potes, dels quals els fòssils més antics coneguts daten de fa sis milions d'anys. Tot i que els membres primitius d'aquest llinatge tenien el cervell de la mida del d'un ximpanzé, hi ha senyals d'un augment constant de la mida cerebral a partir de fa tres milions d'anys. Fa temps que hi ha un debat sobre si els humans evolucionaren a diferents punts del món a partir d'hominins avançats ja existents, o si descendeixen tots d'una única petita població a Àfrica, que després hauria migrat arreu del món fa menys de 200.000 anys i substituït les anteriors poblacions d'hominins.